# Sila (priimek)
Sila je priimek več znanih Slovencev:
- Aleš Sila (*1987), hokejist
- Dušan Sila (1921—2003), metalurg, gospodarstvenik (Titan Kamnik)
- Marij Sila (1889—1957), gledališki igralec in režiser
- Matija Sila (1840—1925), duhovnik, zbiralec narodopisnega in krajevnega zgodovinskega gradiva
- Valerija Sila (r. Železnik) (1889—1962), gledališka igralka